# Alfred Schütz
Alfred Schutz (rojen Alfred Schütz), avstrijski filozof, sociolog, fenomenolog, * 13. april 1899, Dunaj, Avstro-ogrska, † 20. maj 1959, New York, ZDA. Poznan je kot družbeni fenomenolog, katerega delo je premostilo sociološke in fenomenološke tradicije. Schutz je bil sčasoma pripoznan kot eden vodilnih filozofov družbene znanosti dvajsetega stoletja. Delo Edmunda Husserla je povezal z družbenimi vedami in s Schutzovim glavnim delom Fenomenologija socialnega sveta vplival na zapuščino Maxa Webra o filozofskih temeljih sociologije in ekonomije.

## Življenje
Schutz se je rodil 13. aprila 1899 na Dunaju v Avstriji v judovski družini višjega srednjega razreda kot edinec. Po končani srednji šoli so ga napotili v avstrijsko vojsko, kjer se je hitro povzpel v čin drugega poročnika. Njegov vojni polk je bil napoten v niz težkih bojev na italijanski fronti (1. svetovna vojna).

### Izobrazba in kariera
Leta 1918 se je Schutz vpisal na dunajsko univerzo, kjer je diplomiral iz prava. V času obiskovanja Univerze na Dunaju se je med letoma 1919 in 1920 vpisal tudi na IBS International Business School Vienna in se je osredotočil na mednarodno pravo. V času svojega delovanja na dunajski univerzi je hodil na predavanja Maxa Webra in je menil, da je Weber problem smisla pustil brez odgovora. Kot je opozoril Wagner (1983), je bila Schutzova fascinacija nad problemom pomena posledica njegovih izkušenj v boju, skupaj z vrnitvijo na ekonomsko propadli Dunaj. 
Potem ko je uspel v mednarodnem bančništvu, se je leta 1926 poročil z Ilse Heim. Postal je glavni finančni direktor dunajske bančne družbe Reitler and Company. Edmund Husserl ga je nekoč opisal kot "bankirja podnevi in filozofa ponoči." Ko je leta 1933 začel rasti Hitlerjev vpliv v Nemčiji, so se morali dunajski intelektualci izseliti iz Avstrije in iskati azil v zavezniških državah. Posledično sta se Schutz in njegova družina leta 1938 preselila v Pariz v politično izgnanstvo. Schutz je delal kot mednarodni odvetnik za Reitler and Company, leta 1939 pa se je preselil v ZDA, kjer je postal član fakultete The New School. Poučeval je sociologijo in filozofijo, bil pa je tudi predstojnik oddelka za filozofijo. Schutz je bil kot znanstvenik družbenih ved edinstven v tem, da je večino življenja opravljal pravno kariero, medtem ko je honorarno poučeval na Novi šoli za družbene raziskave v New Yorku. Poleg tega je izdelal ključne prispevke iz fenomenološke sociologije, ki zapolnjujejo štiri zvezke (objavil Nijhoff, Haag), medtem ko je v banki delal polni delovni čas. Schutz je prejel veliko pomoči od svoje žene Ilse, ki je prepisala njegove delovne zapiske in pisma iz njegovih posnetih narekov. Schutz je umrl 20. maja 1959 v New Yorku, star 60 let.

## Delo
Medtem ko se je Schutz osredotočal predvsem na fenomenologijo in družboslovno metodologijo, je bil njegov glavni namen ustvariti filozofsko podlago za družbene vede. Na Schutza so močno vplivali Ludwig von Mises, Henri Bergson, William James in Edmund Husserl. V nasprotju s splošnim prepričanjem, medtem ko je Schutzovo delo vzporedno analiziralo pomene znotraj družbenih interakcij Georgea Herberta Meada, je bil Schutz zelo kritičen do Meadovega behaviorističnega pristopa. Čeprav Schutz ni bil nikoli Husserlov študent, je s kolegom Felixom Kaufmannom intenzivno raziskoval Husserlovo delo, da bi iskati osnovo za interpretacijsko sociologijo, ki izhaja iz Maxa Webra. Leta 1932 je Schutzova prizadevanja privedla do njegove prve izdane knjige Smiselna struktura družbenega sveta (Der sinnhafte Aufbau der sozialen Welt), ki je bila v angleščini objavljena kot The Phenomenology of Social World. Schutz je prevzel splošni poudarek fenomenologije in trdil, da je za analizo najpomembnejše vsakdanje življenje - razen filozofskih ali znanstvenih teorij. V tem delu je Schutz plodal in kritiziral Webrovo razmišljanje o sorodnih vprašanjih. Schutz je zelo občudoval Webrova učenja o "idealnih tipologijah",  brezosebnih in vrednostno nevtralnih shemah, ki se uporabljajo pri razlaganju izkustveno pridobljenih konkretnih družbenih pojavov. Ta publikacija ga je opozorila na Husserla, ki ga je pogosto obiskal in si je z njim dopisoval do Husserlove smrti leta 1938. Vseeno pa Schutz Husserlove prošnje, naj postane njegov pomočnik na Univerzi v Freiburgu, ni mogel sprejeti iz osebnih razlogov.
Schutza je najbolj skrbelo, kako ljudje dojemajo zavest drugih, medtem ko živijo v svojem toku zavesti. Veliko je govoril o intersubjektivnosti, vendar v širšem smislu. Uporabljal ga je za zaskrbljenost s socialnim svetom, zlasti s socialno naravo znanja. Velik del njegovega dela se ukvarja z "življenjskim svetom". Znotraj tega ljudje ustvarjajo družbeno resničnost pod omejitvami obstoječih družbenih in kulturnih dejavnikov in struktur. Bil je zelo osredotočen na "dialektični odnos med načinom, kako ljudje konstruirajo družbeno resničnost, in obljubljeno družbeno in kulturno resničnostjo, ki jo podedujejo od tistih, ki so jih pred tem v družbenem svetu" Schutz je znan tudi po svojem prepričanju, da ljudje poskušajo tipizirati vse - da kategorizirajo ljudi in stvari, da jih bolje razumejo v okviru družbe. Verjel je, da različne tipizacije, ki jih uporabljamo, sporočajo, kako razumemo in komuniciramo z ljudmi in predmeti v družbenem svetu.

## = Zapuščina
Schutzovi spisi so imeli trajen vpliv na sociologijo, tako na fenomenološke pristope k sociologiji (zlasti skozi delo Thomasa Luckmanna in Petra L. Bergerja) kot na etnometdologijo skozi zapise Harolda Garfinkla. Na Luckmanna je Schutzovo delo močno vplivalo. Luckmann, Schutzov študent (skupaj s Petrom L. Bergerjem), je na koncu končal Schutzovo delo na strukturah življenjskega sveta. Berger in Luckmann sta Schutzova dela uporabila za nadaljnje razumevanje človeške kulture in resničnosti z razvojem nove oblike sociologije. Schutzova teorija družbene konstrukcije pojasnjuje, kako procesi eksternalizacije, objektivizacije in ponotranjenja, prispevajo k družbeni konstrukciji resničnosti.

## Fenomenologija
Fenomenologija se začenja z Edmundom Husserlom. Schutz je spoznal Husserla in proučeval njegovo delo. Fenomenologija je preučevanje stvari, kot se pojavljajo. Pogosto se reče, da je opisna in ne razlagalna: osrednja naloga fenomenologije je zagotoviti jasen, neizkrivljen opis načina, kako se stvari pojavijo. Za fenomenologijo je veliko domnev, ki pomagajo razložiti njeno ustvarjanje. Prvič, zavrača koncept objektivnih raziskav. Fenomenologi bi raje združili domneve s postopkom, imenovanim fenomenološka epoha. Drugič, fenomenologija verjame, da bo analiza vsakodnevnega človekovega vedenja zagotovila celovito razumevanje narave. Tretja predpostavka je, da bi morali biti ljudje, ne pa posamezniki, raziskovani in izprašani. Sociološko gledano je to deloma zato, ker je tako mogoče ljudi bolje razumeti na edinstvene načine, kako odražajo in simbolizirajo družbo, v kateri živijo. Četrtič, fenomenologi raje nabirajo "capto" ali zavedne izkušnje, kot pa tradicionalne podatke. Nazadnje velja, da je fenomenologija usmerjena k odkritju in zato fenomenologi združijo raziskave z uporabo metod, ki so veliko manj omejujoče kot v drugih znanostih.

### Socialna fenomenologija
Socialna fenomenologija je kombinacija družbene konstrukcije realnosti in etnometodologije. Zanimalo ga je, kako ljudje uporabljajo običajne, vsakodnevne interakcije, da ustvarijo občutek resničnosti in intersubjektivnosti. Večina Schutzovih del se je nanašala na metode gradnje resničnosti z vsakodnevnimi izkušnjami. Fenomenološka sociologija označena kot posebej subjektivna, ker je njen poudarek razumevanju resničnosti skozi perspektivo igralskega subjekta in ne skozi lečo znanstvenega opazovalca. Namesto da bi poskušali razkriti in dokumentirati družbene strukture, ki vplivajo na naš družbeni svet, Schutz in drugi sociološki fenomenologi poskušajo ne le identificirati vsebino naše zavesti, povezano z našim pojmovanjem družbene resničnosti vsakodnevnega življenja, ampak tudi, kako ta resničnost domneva v obliki, kot je. V bistvu se Schutz in družbeni fenomenologi v glavnem ukvarjajo z dogajanjem v vsakdanjem življenju ali s tem, kar Schutz označuje kot "življenjski svet". Življenjski svet je "intersubjektivni svet, v katerem ljudje ustvarjajo družbeno resničnost in jih omejujejo obstoječe družbene in kulturne strukture, ki so jih ustvarili njihovi predhodniki. V tem svetu so odnosi med družbenim in naravnim tisto, kar je dvomljivo. Obstaja ta smisel, ki se pojavlja v igri, vendar večina ljudi preprosto sprejema svet takšen, kot je, in nikoli ne ugiba pojma ali problema pomena. Schutz se še bolj poglablja v specifične odnose, kot so razlika med intimnimi odnosi iz oči v oči in oddaljenimi in neosebnimi odnosi.

### Štiri razdelitve življenjskega sveta
Schutzova razdelitev Husserlovega Lebenswelta (življenjskega sveta) na štiri različne svetove je morda njegov najvplivnejši teoretični prispevek. Teorija življenjskega sveta je, da družbena izkušnja ustvarja svet, ki je ločen med neposredno doživeto družbeno resničnostjo in socialno resničnostjo, ki je na obzorju neposredne izkušnje. Prvega je sestavljal Umwelt tistega, kar je Schutz poimenoval soudeleženci ali sočloveki - človeka, ki "deli z mano skupnost prostora in skupnost časa". Koncept Umwelt (življenjski svet): okolje je določeno z zaznavanjem in delovanjem agenta. Tiste, ki jih Schutz ni smatral za svoje, je uvrstil v tri razrede: svet sodobnikov (Mitwelt), svet predhodnikov (Vorwelt). in svet naslednikov (Folgewelt). Zadnja dva predstavljata preteklost in prihodnost, medtem ko si sodobniki delijo skupnost časa, če ne vesolja, in se razlikujejo od predhodnikov in naslednikov, ker lahko postanejo soljudi ali sopotniki. Schutza je zanimalo, kako dokumentirati prehod iz neposredne v posredno izkušnjo in vrsto izkušenj vmes. Želel je tudi preslikati progresivno anonimizacijo sodobnikov (Mitwelt), ki je bila merilo vse večje anonimnosti "mojega odsotnega prijatelja, njegovega brata, ki mi ga je opisal, profesorja, čigar knjige sem prebral, poštnega pisarja, kanadski parlament, abstraktne entitete, kot je Kanada sama, pravila angleške slovnice ali osnovna načela sodne prakse ". Schutz je trdil, da bolj ko gre v sodobni svet, bolj anonimni postanejo sodobni prebivalci, najbolj anonimni pa so artefakti kakršne koli vrste, ki imajo pomen, kontekst in nakazujejo, da obstajajo neznani ljudje. Schutz je v svojih poznejših spisih raziskoval, kako se vsakdanje družbene izkušnje, ki se nanašajo na te dimenzije, najpogosteje prepletajo v različnih stopnjah anonimnosti. Na primer, "če v prijateljskih odnosih s prijateljem razpravljam o članku revije, ki obravnava odnos predsednika in kongresa do Kitajske, sem v razmerju ne le z morda anonimnim sodobnim piscem članka, ampak tudi s sodobnimi posameznimi ali kolektivnimi akterji na družbeni sceni, ki jih označujejo izrazi „predsednik“, „kongres“, „Kitajska“.